# Daotaiqiao (köpinghuvudort i Kina, Heilongjiang Sheng, lat 46,20, long 129,84)
Daotaiqiao (kinesiska: 道台桥, 道台桥镇) är en köpinghuvudort i Kina. Den ligger i provinsen Heilongjiang, i den nordöstra delen av landet, omkring 250 kilometer öster om provinshuvudstaden Harbin. Antalet invånare är 42 862. Befolkningen består av 20 774 kvinnor och 22 088 män. Barn under 15 år utgör 16,0 %, vuxna 15-64 år 77 %, och äldre över 65 år 6,0 %.
Runt Daotaiqiao är det ganska tätbefolkat, med 78 invånare per kvadratkilometer. Daotaiqiao är det största samhället i trakten. Trakten runt Daotaiqiao består till största delen av jordbruksmark.
Genomsnittlig årsnederbörd är 811 millimeter. Den regnigaste månaden är juli, med i genomsnitt 177 mm nederbörd, och den torraste är januari, med 5 mm nederbörd.